# Acrolyta dendrolimi
Acrolyta dendrolimi är en stekelart som först beskrevs av Matsumura 1926.  Acrolyta dendrolimi ingår i släktet Acrolyta och familjen brokparasitsteklar. Inga underarter finns listade i Catalogue of Life.